# Club Italiano Rugby
El Club Italiano Rugby es un equipo de rugby argentino perteneciente al Club Italiano de Buenos Aires, que actualmente se encuentra en la Primera B del torneo de la URBA (Unión de Rugby de Buenos Aires).

## Club Italiano Rugby

### El Rugby

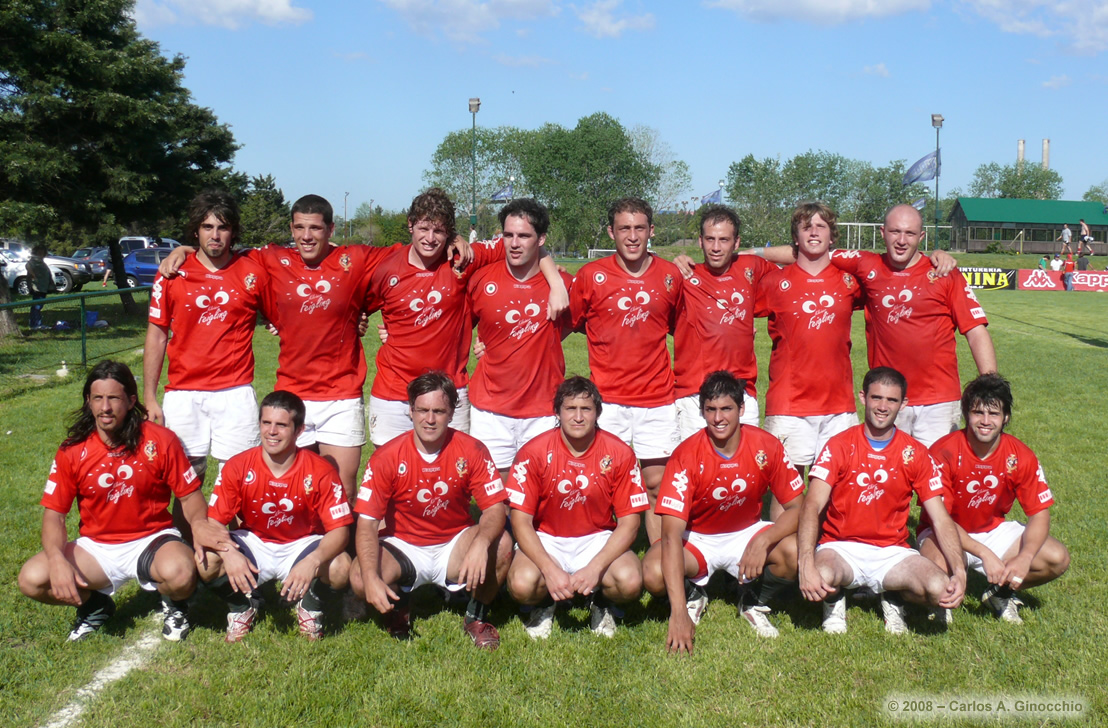
Plantel del Club Italiano en 2008.

En el año 1986, tras la adquisición del club italiano de 17 hectáreas en el barrio de bajo flores, los socios del club del barrio de caballito fomentan el inicio del rugby en dicho campo deportivo. Fue así que poco a poco el rugby del club fue creciendo hasta la actualidad, en la cual cuenta con 300 jugadores, dos canchas, dos quinchos, un gimnasio, y una estructura deportiva consolidada. Fueron los mismos socios quienes poco a poco fueron construyendo desde cero la actividad en el club.

### Baluartes
El Club Italiano tiene muchos jugadores importantes que hicieron a su historia. Existen distintos reconocimientos que destacan a los jugadores, dirigentes y entrenadores que día a día llevan adelante el rugby en el club. El premio máximo anual es el CAP. También se entregan premios al mejor jugador, al jugador revelación y al mejor compañero.

### Estructura
El rugby se desarrolla bajo la órbita de la SUBCOMISION de rugby, que a su vez responde a la comisión directiva del club. La actividad se divide en cinco grandes grupos que a su vez cada uno cuenta con distintos equipos. Estos son: Plantel superior, Juveniles, Infantiles, COSA NOSTRA (rugby de veteranos), MAMMA MIA (rugby femenino).

## Logros Deportivos
•Ascenso a Grupo II en el año 2006
•Campeonato de la Reubicación de Grupo II en el año 2016
•Ascenso a Grupo II en el año 2001
•Ascenso a Primera B en el año 2023